# Joseph Chauleur
Joseph Alphonse Chauleur, né le 16 mars 1878 à Lille, ville où il est mort le 2 septembre 1965, est un peintre français.

## Biographie
Élève de Pharaon de Winter, professeur à l'école des beaux-arts de Lille, il obtient en 1926 une mention honorable au Salon des artistes français dont il est sociétaire et y présente en 1929 les toiles Portrait de M. P. et Une Matinée à Audierne. Il épouse le 30 janvier 1902 la peintre Jane Ozeel.
En 1939, il est le Maître de Reine Steenbakkers, celle-ci est récompensée lors de la 152e exposition des Beaux-Arts à Paris.